# KM - PRONA
KM - PRONA, a.s. je česká firma zabývající se distribucí pohonných hmot a provozování sítě čerpacích stanic. Společnost byla založena v roce 2004 v Rynolticích a v roce 2020 provozuje 49 čerpacích stanic. V čele společnosti je od prosince 2003 Vladimír Minařík, nejprve jako předseda představenstva, od září 2016 pak jako statutární ředitel a zároveň předseda jednočlenné správní rady. Od září 2004 byl jediným akcionářem Vladimír Minařík, od listopadu 2018 vlastní společnost prostřednictvím společnosti KM - PRONA holding s.r.o.

## Činnost firmy
Předmětem podnikatelské činnosti je nákup a prodej paliv včetně její distribuce vlastními dopravními prostředky. Sféra odbytu se dělí na dodávky do vlastní sítě čerpacích stanic (cca 40 %) a na dodávky třetím osobám (cca 60 %). Dlouhodobě spolupracuje s předními dodavateli pohonných hmot jako je Čepro, a.s., Unipetrol RPA s.r.o. a TOTAL Deutschland GmBH.
Společnost v roku 2008 rozšířila podnikatelskou působnost do sféry výroby elektřiny prostřednictvím malé vodní elektrárny v Semilech na řece Jizeře.

### Koncept Monzacafé
V současné době síť čerpacích stanic provozuje svůj vlastní koncept restaurací s názvem Monzacafé. Ty dále rozlišuje do tří kategorií podle rozsahu nabídky.
- Monzacafé – Restaurace s nabídkou hotových jídel i stálého menu. Součástí je i kavárna se třemi druhy kávy.
- Monzacafé Express – Bistro se základní nabídkou dvou druhů káv a rychlého občerstvení.
- Monzacafé Stop & Go – Základní bistro s jedním druhem kávy pro méně exponované lokality.[7]

## Kauzy
V rámci vyšetřování korupční kauzy vedení liberecké policie bylo v roce 2009 zjištěno, že místní policejní ředitel Miroslav Dvořák, propuštěný od policie v souvislosti s obviněním z trestných činů přijímání úplatku, zneužití pravomoci veřejného činitele, neoprávněného nakládání s osobními údaji a porušování služebních povinností, si nechal několik let platit účty za darovaný soukromý telefon od společnosti KM-Prona, která policii dodávala pohonné hmoty.

## Ocenění
Čerpací stanice KM - PRONA v Liberci-Vratislavicích nad Nisou získala titul Čerpací stanice roku 2017 v rámci cen Petrol Awards.